# 燈鯧鰺
燈鯧鰺（学名：Trachinotus stilbe），為輻鰭魚綱鱸形目鱸亞目鰺科鯧鰺屬下的一個種，分布於東太平洋厄瓜多至祕魯海域，包括加拉巴哥群島，深度0-6公尺，體呈橢圓形且側扁，吻圓鈍，尾柄長，尾鰭叉形且伸長，背面藍灰色，側面銀色，背鰭、臀鰭和尾鰭深色，體長可達34公分，棲息在沿海附近島嶼，成群活動，屬肉食性，可作為食用魚。